# Kia Vaughn
Kia Vaughn (* 24. Januar 1987 in New York City, New York) ist eine US-amerikanisch-tschechische Basketballspielerin der nordamerikanischen Profiliga Women’s National Basketball Association (WNBA).

## Karriere
Vor ihrer professionellen Karriere in der WNBA spielte Vaughn von 2005 bis 2009 College-Basketball für das Team der Rutgers University.
Beim WNBA Draft 2009 wurde Vaughn an 8. Stelle von den New York Liberty ausgewählt, für die sie bis 2012 spielte. In der Saison 2011 wurde sie mit dem WNBA Most Improved Player Award ausgezeichnet. Von 2013 bis 2016 stand sie im Kader der Washington Mystics und von 2017 bis 2018 spielte sie erneut für die Liberty. Von 2020 bis 2021 stand sie bei Phoenix Mercury unter Vertrag und seit 2022 spielt sie für Atlanta Dream.
In der Off-Season spielt Vaughn für ausländische Vereine, unter anderem von 2012 bis 2017 für die tschechische Mannschaft USK Praha und von 2017 bis 2019 für Fenerbahçe İstanbul.